# Beaucamps-le-Jeune
Beaucamps-le-Jeune é uma comuna francesa na região administrativa de Altos da França, no departamento de Somme. Estende-se por uma área de 6,72 km². Em 2010 a comuna tinha 195 habitantes (densidade: 29 hab./km²).